# Yohan Bocognano
Yohan Bocognano (Ajaccio, 12 giugno 1990) è un ex calciatore francese, di ruolo difensore.

## Carriera
Ha giocato nella massima serie azera con l'İnter Baku, oltre che nella seconda divisione francese.

## Palmarès

### Club

#### Competizioni nazionali
- Championnat National: 1

Bastia: 2020-2021